# Pietropawłowka (rejon dżydiński)
Pietropawłowka (ros. Петропавловка) – wieś w Rosji, w Buriacji, ośrodek administracyjny rejonu dżydińskiego. W 2010 liczyła 7451 mieszkańców.

## Urodzeni
- Ludmiła Woroncowa